# ダミアン・コンジョル
- ダミアン・カジョル

ダミアン・コンジョル（Damian Kądzior、1992年6月16日 - ）は、ポーランド・ビャウィストク出身のサッカー選手。GKSピアスト・グリヴィツェ所属。ポジションはFWまたはMF。ポーランド代表。一般的には『ダミアン・カジョル』と紹介されることが多い。

## クラブ経歴

### ポーランド時代
2012年、ヤギエロニア・ビャウィストクでプロキャリアをスタートさせる。トップチームデビュー後はポーランドの下位リーグのクラブを転々とし、2017年7月4日、ポーランド1部のグールニク・ザブジェに移籍する。ここではリーグ戦通算37試合に出場し、9得点を挙げた。

### ディナモ・ザグレブ
2018年7月13日、プルヴァHNLのNKディナモ・ザグレブに移籍した。8月3日、リーグ第2節イストラ戦でデビューし、9月20日のグループステージ第1節フェネルバフチェ戦でUEFAヨーロッパリーグデビューを果たした。また、3日後のリーグ第8節インテル・ザプレシッチ戦で移籍後初得点を記録した。2018-19シーズン、カジョルはリーグ戦で計11アシストを挙げ、リーグ最多アシストを達成した。2019-20シーズン、11月6日、グループステージ第4節FCシャフタール・ドネツクとの試合でUEFAチャンピオンズリーグデビューを飾った。

### SDエイバル
2020年8月29日、SDエイバルと3年契約を締結したことが発表された。しかし、武藤嘉紀らとの競争に敗れる形で出身機会を得られなかった。

### アンタルヤスポル
2021年1月19日、アンタルヤスポルへのローン移籍が発表された。

### ピアスト・グリヴィツェ
2021年7月19日、母国ポーランドのGKSピアスト・グリヴィツェに移籍し、3年契約を交わした。

## 代表経歴
2018年9月11日、アイルランド代表との親善試合でポーランド代表デビュー。